# Walter Heitz
Walter Heitz, nemški general, * 8. december 1878, Berlin, Nemško cesarstvo, † 9. februar 1944, Moskva, ZSSR.

## Napredovanja
- poročnik (18. avgust 1899)
- nadporočnik (17. september 1909)
- stotnik (1. oktober 1913)
- major (1. april 1922)
- podpolkovnik (1. november 1927)
- polkovnik (1. marec 1930)
- generalmajor (1. februar 1933)
- generalporočnik (1. oktober 1934)
- general artilerije (1. april 1937)
- generalpolkovnik (30. januar 1943)

## Odlikovanja
- viteški križ železnega križa (208.; 4. september 1940)
- viteški križ železnega križa s hrastovimi listi (156.; 21. december 1942)
- nemški križ v zlatu (22. april 1942)
- 1914 železni križec I. razreda
- 1914 železni križec II. razreda
- RK des Kgl. Preuss. Hausordens von Hohenzollern mit Schwertern
- Hamburgisches Hanseatenkreuz
- Verwundetenabzeichen, 1918 in Schwarz
- Kgl. Preuss. Dienstauszeichnungskreuz
- Ehrenkreuz für Frontkämpfer
- Wehrmacht-Dienstauszeichnung IV. bis I. Klasse
- Spange zum EK I (19. maj 1940)
- Spange zum EK II (10. oktober 1939)